# Arnulf Erich Stegmann
Arnulf Erich Stegmann (Darmstadt, 4 marzo 1912 – Deisenhofen, 5 settembre 1984) è stato un pittore tedesco, privo dell'uso delle mani, fondatore dell'Associazione Internazionale degli artisti che dipingono con la bocca e con il piede (Vdmfk).

## L'infanzia e la formazione
A causa di una poliomielite spinale contratta all'età di due anni, perde l'utilizzo delle braccia e delle mani. Già in tenera età manifesta la ferma volontà che la sua disabilità non sia di ostacolo alla sua indipendenza. Sostenuto dalla sua famiglia, impegna ammirevole energia nell'imparare a dipingere con la bocca. Riesce ad essere ammesso all'Istituto superiore di qualificazione professionale per l'industria libraria e l'arte grafica di Norimberga. I suoi insegnanti gli riconoscono uno spiccato talento. Negli atelier di due di loro, i pittori Erwin von Körmendy e Hans Gerstacker, si sviluppò la sua formazione artistica. Nel 1932, all'età di 20 anni, fonda una propria casa editrice per riprodurre le proprie opere su cartoline, che gli permette un'esistenza dignitosa.

## Le opere di critica sociale e l'opposizione al nazismo
Parallelamente alla produzione di stampe, Stegmann, molto vicino all'ideologia marxista, dipinge una serie di quadri di critica sociale. Ritenute “opere antipatriottiche” dal regime nazista al potere da alcuni anni in Germania, gli costano una condanna a 15 mesi di reclusione, nel 1934, oltre alla distruzione delle opere stesse. Rilasciato il 4 marzo del 1936, si stabilirà a Deisenhofen, vicino a Monaco di Baviera. Fino alla caduta del nazismo, nel 1945, subirà l'interdizione dai pubblici uffici e un asfissiante controllo da parte dell'autorità. Alla fine della Seconda guerra mondiale rilancerà la propria casa editrice, battezzandola con l'evocativo nome di “Malgrado tutto”.

## Il dopoguerra e la maturità artistica
Ottenuto un certo successo commerciale grazie alla propria arte, Stegmann intraprende una serie di viaggi nei cinque continenti che trovano riscontro nei suoi quadri del periodo, spesso paesaggi. I soggetti vanno dalle isole di Burano e Ischia al deserto del Gobi, da Siracusa e Positano al Madagascar, da Bali a Malta, allo Yucatán, alla Grecia, alla Cina. Altrettanto varie le tecniche usate, dall'acquarello, all'olio, alla tempera fino all'affresco, alla litografia e all'inchiostro. Stegmann in questo periodo si cimenta anche con il mosaico e anche la scultura

## L'Associazione degli artisti che dipingono con la bocca o con il piede
È in questo periodo che matura in lui l'idea di fondare delle associazioni di promozione degli artisti disabili, per assicurare loro una forma di sostentamento. È in questo contesto che promuove, a partire dal 1953, la costituzione di Leghe degli artisti che utilizzano la bocca e il piede. Nel 1957, insieme a un piccolo gruppo di artisti disabili, fonda l'Associazione internazionale degli artisti che dipingono con la bocca o con il piede, in tedesco VDMFK (Vereinigung der Mund- Fussmalenden und Künstler in aller Welt), di cui sarà presidente sino alla morte. Inizialmente composta da appena 16 artisti, attualmente l'Associazione, con sede nel Liechtenstein, permette ad artisti disabili di tutto il mondo di acquisire indipendenza economica e riconoscimento al proprio talento.
Padre di tre figli, Arnulf Erich Stegmann muore il 5 settembre 1984 a Deisenhofen, dove aveva trascorso gran parte della propria vita. Le sue opere raggiungono quotazioni di varie migliaia di euro.